# Roger Goossens
Roger Jean Albert Goossens (Brussel, 7 december 1926 - 21 december 2019) was een Belgisch hockeyer.

## Levensloop
Goossens was actief bij La Rasante en Léopold. Daarnaast maakte hij - onder meer als kapitein - deel uit van de nationale selectie, waarvoor hij 92 maal uitkwam. In deze hoedanigheid nam hij onder meer viermaal deel aan de Olympische Zomerspelen, met name in 1948, 1952, 1956 en 1960. In 1959 ontving hij (samen met de toenmalige nationale ploeg) de Nationale trofee voor sportverdienste.
Zijn zonen Thierry (golf) en Jean (hockey) waren eveneens sportief actief.